# Mokum Mobiel
Mokum Mobiel, Partij voor de Burger was een lokale politieke partij in de Nederlandse hoofdstad Amsterdam.
De partij werd in 1993 opgericht mede door leden van een actiecomité van autobezitters in de binnenstad van Amsterdam, die zich bezorgd toonden over het aldaar vigerende parkeerbeleid. Stijgende parkeertarieven, een gebrek aan parkeerplaatsen en het beleid van "autoluw" maken van het stadscentrum waren hen een doorn in het oog. Er bestond nog geen Stadsdeel Centrum, de Centrale Gemeenteraad ging over het deel Centrum tot 2002.

## Verkiezingsuitslagen voor lokale partij
1994In de gemeenteraadsverkiezingen van 1994 deed Mokum Mobiel, opgericht door onder anderen de Koninklijk Huis-journalist van De Telegraaf Rob Knijff (bedenker) en advocaat Victor Helmich, voor het eerst mee aan de gemeenteraadsverkiezingen in Amsterdam. De partij behaalde toen geen raadszetel, wel een in deelraad van Westerpark met Jaap Baars.
1998In de gemeenteraadsverkiezingen van 1998 wist de partij onder de naam Mokum Mobiel '99 één zetel in Amsterdam te bemachtigen. Deze werd ingenomen door medeoprichtster van de partij Gonny van Oudenallen. Haar duoraadsleden waren onder anderen Anita Mizrahi, Jaap Loonstein (sr) en Victor Helmich. MM verloor echter zijn  zetel in Westerpark, door een tekort van enkele stemmen. In de deelraad van Bos en Lommer behaalde de partij wel een zetel, die ingenomen werd door Evert Dijk. Stemmentrekkers waren onder anderen Henk Faanhof, oud wereldkampioen wielrennen en Bennie Muller, oud-Ajacied.
2002Ook vier jaar later werd weer één gemeenteraadszetel gehaald, duo-raadsleden waren Reenze van Brug en Jan Kors. In Bos en Lommer was Mokum Mobiel samengegaan met de partij Bos en Lommerbelangen; deze lijst kreeg twee zetels in het stadsdeel. Evert Dijk en Agnes Vester waren de deelraadsleden. Ook werd een zetel in het nieuwe stadsdeel Amsterdam-Centrum gehaald.
2003Bij de Tweede Kamerverkiezingen van 2003 kwam fractievoorzitter Van Oudenallen met toestemming van de leden van MM op de kieslijst van Lijst Pim Fortuyn. Dit veroorzaakte later, door haar achtste plaats op die lijst, een machtsstrijd binnen Mokum Mobiel. Van Oudenallen was tot de verkiezingen van 2003 dan ook een poosje niet de woordvoerder voor MM.
2006Bij de verkiezingen van maart 2006 won Mokum Mobiel geen zetel in de centrale gemeenteraad of in een van de deelraden van Amsterdam. Van Oudenallen was in de voorgaande acht jaar het enige gemeenteraadslid voor de partij geweest.
Mokum Mobiel claimt in Bos en Lommer, omdat zij daar met enkele stemmen verliest, dat er fouten gemaakt zijn bij de verkiezingen, om een nieuwe deelraadsverkiezing uit te schrijven. Na een onderzoek van de Amsterdamse ombudsman blijken er grove fouten te zijn gemaakt, echter de meerderheid van de deelraad en later de gemeenteraad denkt dat nieuwe verkiezingen geen veranderingen zouden brengen en er komt geen nieuwe verkiezing.
Door een scheuring in de partij deed niet alleen Mokum Mobiel mee met de deelraadsverkiezingen in Centrum maar ook een splinter van Mokum Mobiel, onder de noemer lijst 25. Mokum Mobiel haalde met lijsttrekker Lucien Spee, later bestuurslid van Artists4Freedom en stichting ProGay, geen deelraadszetel in Centrum. Lijst 25 behaalde bijna geen stemmen.
2010Mokum Mobiel heeft niet meegedaan met deze verkiezingen. Bij de verkiezingen van maart 2010 stonden twee ex-leden van Mokum Mobiel, Ton Sol en voormalig duogemeenteraadslid Rinze (Reenze) van Brug, op de kieslijst voor de Amsterdamse lijst van Trots op Nederland.

## Speerpunten
Het parkeerbeleid in de binnenstad bleef steeds het speerpunt voor Mokum Mobiel, naast andere zaken met betrekking tot verkeer, vervoer en infrastructuur. Enkele successen waren de verplichte bouw van toiletten in parkeergarages en de totstandkoming van goedkopere parkeerzones. Ook pleitte de partij met succes voor een wandelrolstrook voor invaliden op de ruwe keien van de Dam.

## Amsterdamse bonnetjesaffaire
In 2005 ontstond veel ruchtbaarheid rond de partij toen uit een rapport van de gemeentelijke accountantsdienst Acam bleek dat in 2002 en 2003 voor ettelijke duizenden euro aan subsidie voor fractieondersteuning naar ontraceerbare bestemmingen zouden zijn verdwenen. Er werden beschuldigingen geuit dat ruim twintigduizend euro aan subsidiegeld was doorgesluisd naar Studio Dreams Come True, het eigen reclamebureau van raadslid Van Oudenallen.
Verder was er sprake van onduidelijke telefoonnota's en kon slechts een klein deel van het van partijwege gepinde geld via bonnetjes binnen de deadline worden aangetoond. Ook andere partijen hadden zich in deze periode schuldig gemaakt aan fouten met subsidie: de "Amsterdamse bonnetjesaffaire" was geboren.